# Campionato sudafricano di Formula 1 1970
La stagione 1970 del Campionato sudafricano di Formula 1 fu l'undicesima della serie. Partì il 10 gennaio e terminò il 4 ottobre, dopo 10 gare. Il campionato venne vinto da Dave Charlton su Lotus-Ford Cosworth.

## La pre-stagione

### Il calendario
| Gara | Gran Premio                              | Circuito                                       | Giri | Lunghezza           | Data         |
| ---- | ---------------------------------------- | ---------------------------------------------- | ---- | ------------------- | ------------ |
| 1    | Cape South Easter Trophy                 | Killarney Motor Racing Complex, Città del Capo | 50   | 50x3,267=163,400 km | 10 gennaio   |
| 2    | Highveld 100                             | Circuito di Kyalami                            | 40   | 40x4,094=163,76 km  | 31 gennaio   |
| 3    | Coronation 100                           | Circuito di Roy Hesketh, Pietermaritzburg      | 55   | 55x2,901=159,555 km | 30 marzo     |
| 4    | South African Republican Festival Trophy | Circuito di Kyalami                            | 40   | 40x4,094=163,76 km  | 6 giugno     |
| 5    | Bulawayo 100                             | Circuito di Bulawayo                           | 40   | 40x3,315=132,6 km   | 5 luglio     |
| 6    | Natal Winter Trophy                      | Circuito di Roy Hesketh, Pietermaritzburg      | 56   | 56x2,901=162,56 km  | 12 luglio    |
| 7    | Rand Winter Trophy                       | Circuito di Kyalami                            | 40   | 40x4,094=163,76 km  | 1º agosto    |
| 8    | False Bay 100                            | Killarney Motor Racing Complex, Città del Capo | 50   | 50x3,267=163,35 km  | 29 agosto    |
| 9    | Gran Premio della Rhodesia               | Circuito di Bulawayo                           | 40   | 40x3,315=132,6 km   | 13 settembre |
| 10   | Rand Spring Trophy                       | Circuito di Kyalami                            | 40   | 40x4,094=163,76 km  | 4 ottobre    |

## Risultati e classifiche

### Risultati
| Gara | Circuito    | Pole Position | GPV           | Vincitore      | Vettura               |
| ---- | ----------- | ------------- | ------------- | -------------- | --------------------- |
| 1    | Killarney   | John Love     | John Love     | John Love      | Lotus-Ford Cosworth   |
| 2    | Kyalami     |               |               | Dave Charlton  | Lotus-Ford Cosworth   |
| 3    | Roy Hesketh | Dave Charlton | Dave Charlton | Dave Charlton  | Lotus-Ford Cosworth   |
| 4    | Kyalami     | Dave Charlton |               | Peter de Klerk | Brabham-Ford Cosworth |
| 5    | Bulawayo    | Dave Charlton |               | John Love      | March-Ford Cosworth   |
| 6    | Roy Hesketh | Dave Charlton |               | Dave Charlton  | Lotus-Ford Cosworth   |
| 7    | Kyalami     | Dave Charlton | Dave Charlton | Dave Charlton  | Lotus-Ford Cosworth   |
| 8    | Killarney   | John Love     | Dave Charlton | Dave Charlton  | Lotus-Ford Cosworth   |
| 9    | Bulawayo    | John Love     | John Love     | Dave Charlton  | Lotus-Ford Cosworth   |
| 10   | Kyalami     |               |               | Dave Charlton  | Lotus-Ford Cosworth   |

### Classifica Piloti
Vengono assegnati punti secondo lo schema seguente:
| Punti | 9 | 6 | 4 | 3 | 2 | 1 |

| Pos  | Pilota              | CSE | HIG | COR | SAR | BUL | NWT | RWT | FAB | RHO | RST | Punti |
| ---- | ------------------- | --- | --- | --- | --- | --- | --- | --- | --- | --- | --- | ----- |
| 1    | Dave Charlton       | Rit | 1   | 1   | 2   | Rit | 1   | 1   | 1   | 1   | 1   | 69    |
| 2    | John Love           | 1   | 2   | 2   | 6   | 1   | Rit | NP  | Rit | 2   | Rit | 37    |
| 3    | Peter de Klerk      |     | 8   | Rit | 1   | 6   | 2   | 4   | 3   | 3   | 2   | 33    |
| 4    | Bobby Olthoff       | 2   | 3   | 5   | 3   | 4   | 3   | Rit |     | Rit | Rit | 23    |
| 5    | Jackie Pretorius    |     | 5   | Rit | Rit | 3   | Rit | 6   | 2   | Rit | NP  | 13    |
| 6    | Willie Ferguson     | Rit | 7   | Rit |     | NP  | Rit | 2   | 4   | Rit | 4   | 12    |
| 7    | Paddy Driver        | Rit | 4   | NP  | 4   | 2   | Rit |     |     |     |     | 12    |
| 8    | John McNicol        | NP  | 9   | 4   | 5   | NP  | Rit | 3   | 5   | NP  | Rit | 11    |
| 9    | Peter Parnell       |     | Rit |     | Rit | 5   | 4   | 5   |     | 4   |     | 10    |
| 10   | Brian van der Merwe |     |     | 6   | Rit |     | 5   | Rit | Rit | Rit | 3   | 7     |
| 11   | Basil van Rooyen    |     |     | 3   |     |     |     |     |     |     |     | 4     |
| 12   | Kipp Ackermann      |     | 11  |     | Rit | 8   | 6   | Rit |     | 6   | Rit | 3     |
| 13   | Garth McGillewie    | Rit | 6   | NP  |     |     |     |     |     |     |     | 1     |
| 13   | Joe Domingo         |     |     |     |     |     |     |     |     | 6   |     | 1     |
| 15   | John Amm            |     |     |     |     | 7   | Rit | Rit |     |     |     | 0     |
| 16   | Mike Domingo        |     |     |     |     | 9   |     |     |     | Rit |     | 0     |
| 17   | Ivor Robertson      | Rit | 10  |     |     |     |     |     | Rit |     |     | 0     |
| 17   | Leo Dave            |     |     |     | Rit | 10  | NP  |     |     |     |     | 0     |
|      | Gordon Henderson    | SQ  | NP  | Rit | NP  |     |     |     |     |     |     | -     |
|      | Arnold Charlton     | Rit |     | NP  | Rit |     |     |     |     |     |     | -     |
|      | Sam Tingle          | Rit |     |     |     |     |     |     |     |     |     | -     |
|      | Spencer Schultze    |     |     |     |     |     |     | NP  | Rit | NP  | NP  | -     |
| Pos. | Pilota              | CSE | HIG | COR | SAR | BUL | NWT | RWT | FAB | RHO | RST | Punti |

| Colore  | Risultato             |
| ------- | --------------------- |
| Oro     | Vincitore             |
| Argento | 2º posto              |
| Bronzo  | 3º posto              |
| Verde   | Finito a punti        |
| Blu     | Finito senza punti    |
| Viola   | Ritirato (Rit)        |
| Viola   | Non classificato (NC) |
| Rosso   | Non qualificato (NQ)  |
| Nero    | Squalificato (SQ)     |
| Bianco  | Non partito (NP)      |
| Bianco  | Non ha gareggiato     |
| Bianco  | Infortunato (INF)     |
| Bianco  | Escluso (ES)          |
| Bianco  | Gara cancellata (C)   |